# Fábián Péter (üzletember)

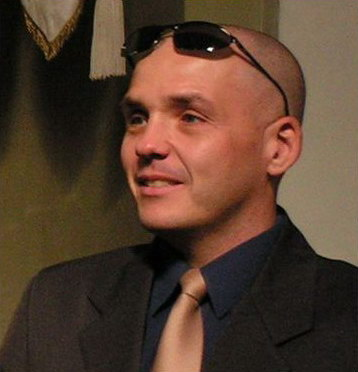
Fábián Péter üzletember, a diNero alapítója, Jetix magyarországi képviselője, 2000. legígéretesebb fiatal vállalkozója

Fábián Péter (Budapest, 1970. január 11. –) üzletember, a diNero Internet Stúdió vezetője, tulajdonosa.

## Szakmai előmenetele
- A hazai autóalkatrész piac meghatározó cégeinél betöltött kereskedelmi- és marketing-igazgatói poszt során 1996-ban tagja volt az egyik legelső, online rendeléssel rendelkező vállalati site fejlesztő csoportjának.

- 1999-ben részt vesz a Web Autósbolt fejlesztésében és üzemeltetésében, mely projekt elnyerte a Shell LiveWire által támogatott "2000 Legígéretesebb Vállalkozása" címet.

- 2000-ben társával megalapította a diNero-t, mely online megoldások fejlesztésével, arculattervezéssel, tanácsadással, stratégiatervezéssel, grafikai munkálatokkal és médiatervezéssel illetve médiavásárlással foglalkozik.

## Elismerések
- 2000. Legígéretesebb Fiatal Vállalkozója (Shell Életpálya Alapítvány)
- Magyarország képviselete a Shell liveWIRE konferencián (2000. London)
- Fox Kids/Jetix gyermekrajzfilm-csatornák és web portál teljes hazai képviselete
- WiW – a későbbi iWiW - fejlesztésben közreműködés tanácsadóként (2002)
- Előadó az Internet Hungary konferencián (2004)